# Khanato di Shaki
Il Khanato di Shaki (in azero Şəki xanlığı, in persiano خانات شکّی‎) è stato uno dei più potenti khanati caucasici stabiliti dalla dinastia persiana degli Afsharidi nei territori settentrionali dell'Azerbaigian, tra il 1743 e il 1819, con capitale nella città di Shaki.

## Storia
Il khanato fu fondato nel 1743 a seguito della rivolta guidata da Haji Chalabi Khan contro l'Impero safavide. Era considerato uno dei più forti stati feudali del Caucaso. La capitale del khanato, Shaki, era l'insediamento più popolato dello stato ma fu distrutta dalle inondazioni nel 1772, portando successivamente alla suburbanizzazione della città e al ripopolamento delle campagne. A partire dalla fine del XVIII secolo, i khan di Shaki cercarono assistenza militare dall'Impero russo a causa delle crescenti tensioni con i Qajar. Agha Muhammad Khan ristabilì la sovranità iraniana su tutte le ex dipendenze dei Safavidi e degli Afsharidi nel Caucaso all'epoca della sua riconquista della Georgia, aggiungendo inoltre anche il territorio del khanato. Nel 1805, Mustafa Salim Khan firmò un trattato con Alessandro I di Russia che rendeva di fatto il khanato di Shaki uno stato vassallo russo, e poi suggellato dal trattato russo-persiano di Golestan nel 1813. Nel 1819, il khanato di Shaki fu ufficialmente abolito e trasformato in una provincia russa subordinata all'amministrazione militare russa. Nel 1840 fu ribattezzato uezd di Shaki dell'Oblast del Caspio. Nel 1846 la provincia fu incorporata nel Governatorato di Shemakha, poi nel 1859 nel Governatorato di Baku e infine nel 1868 nel Governatorato di Elizavetpol'. Dopo l'istituzione della Repubblica Democratica di Azerbaigian nel maggio 1918, Shaki fece parte della provincia di Ganja e con l'istituzione del dominio sovietico in Azerbaigian, Shaki fu incorporata nella RSS azera il 5 maggio 1920.

## Geografia
Il khanato era suddiviso in 8 distretti guidati dai naib del khan. La sede del capo dello stato era nella capitale Shaki, nel Palazzo dei khan di Shaki, che rappresenta una delle attrazioni turistiche dell'attuale Azerbaigian. Fu costruito intorno al 1761 dal nipote di Haji Chalabi, Huseyn Khan. Il palazzo dei khan di Skaki è considerato uno dei più importanti monumenti storici dell'Azerbaigian. L'agricoltura era la base dell'economia del khanato che era noto per la cultura del baco da seta, praticata ancora oggi. Posta sulla riva sinistra del fiume Kish, la città di Shaki si trovava originariamente più in basso della collina. La città, tuttavia, fu trasferita nella sua posizione attuale dopo una devastante inondazione di fango nel 1772. Poiché la nuova posizione era vicino al villaggio di Nukha, la città divenne nota anche come Nukha, fino al 1960 quando tornò al nome di Shaki.

## Governanti
- 1743-1755 Haji Chalabi Khan
- 1755-1759 Aghakishi Beg
- 1759-1780 Muhammad Husayn Khan
- 1780-1783 Haji Abdulqadir Khan
- 1783-1795 Muhammad Hasan Khan (prima volta)
- 1795-1797 Salim Khan (prima volta)
- 1797-1802 Muhammad Hasan Khan (seconda volta)
- 1805 Fatali Khan (prima volta)
- 1802-1805 Salim Khan (seconda volta)
- 1806 Fatali Khan (seconda volta)
- 1806-1814 Jafargulu Khan Donboli
- 1814-1819 Ismayil Khan Donboli